# Telipogon
Telipogon är ett släkte av orkidéer. Telipogon ingår i familjen orkidéer.

## Bildgalleri

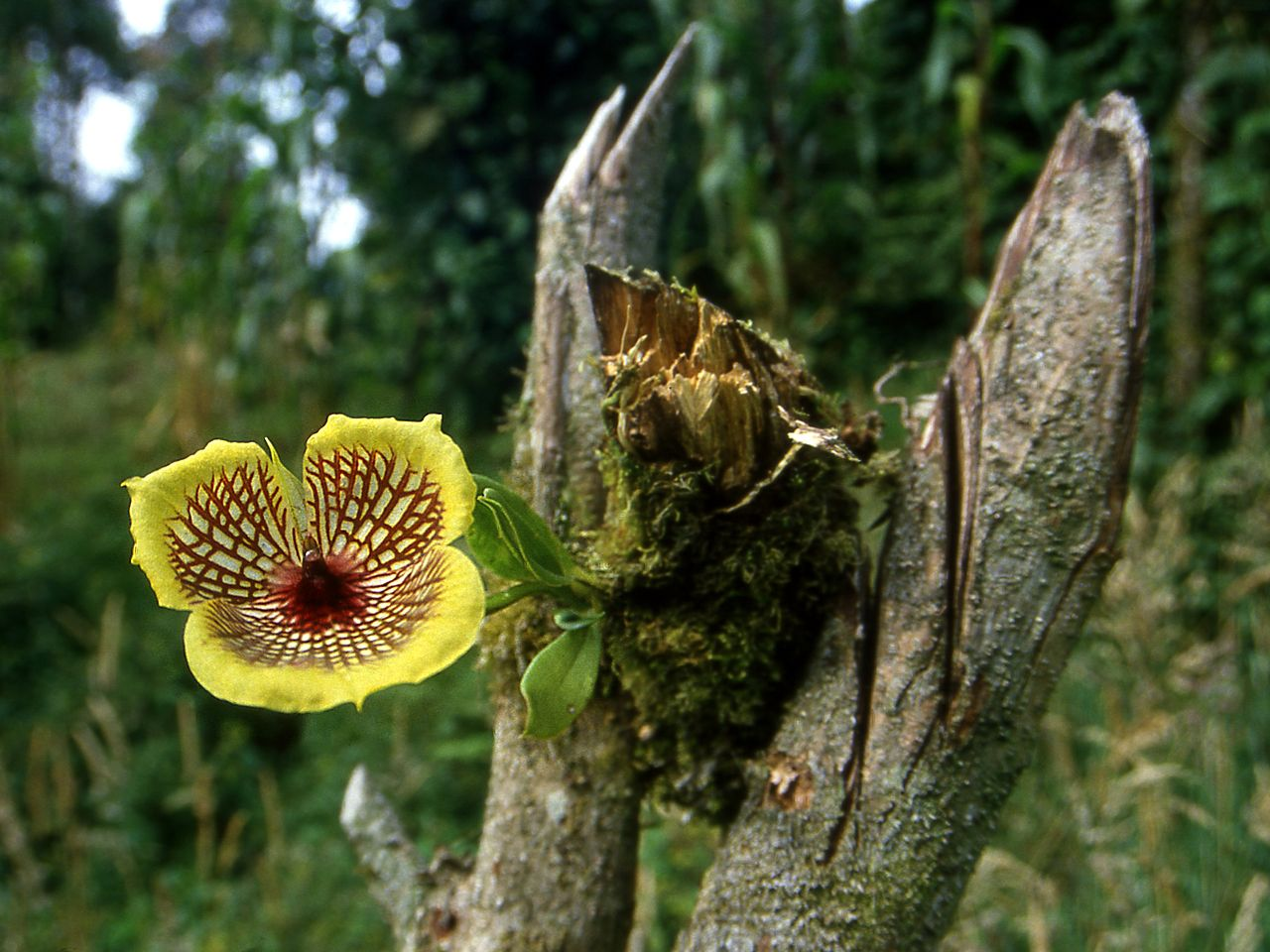
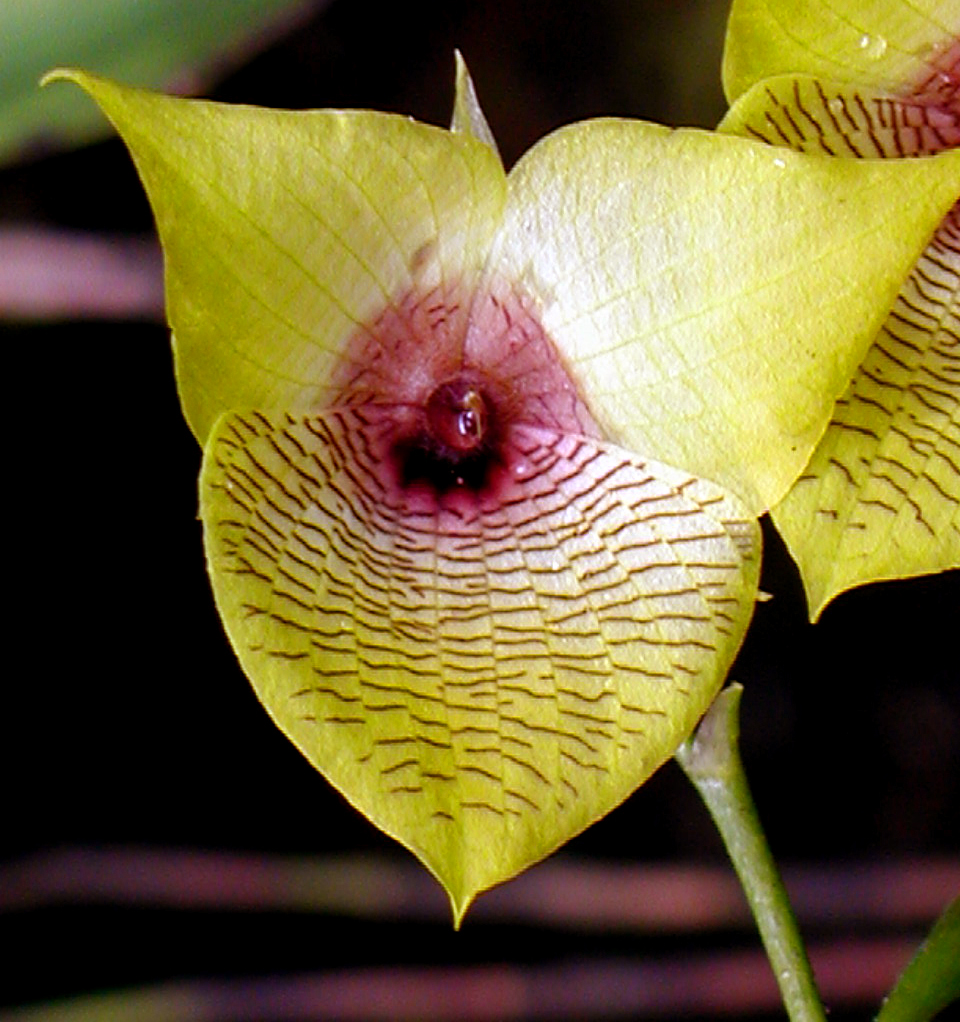
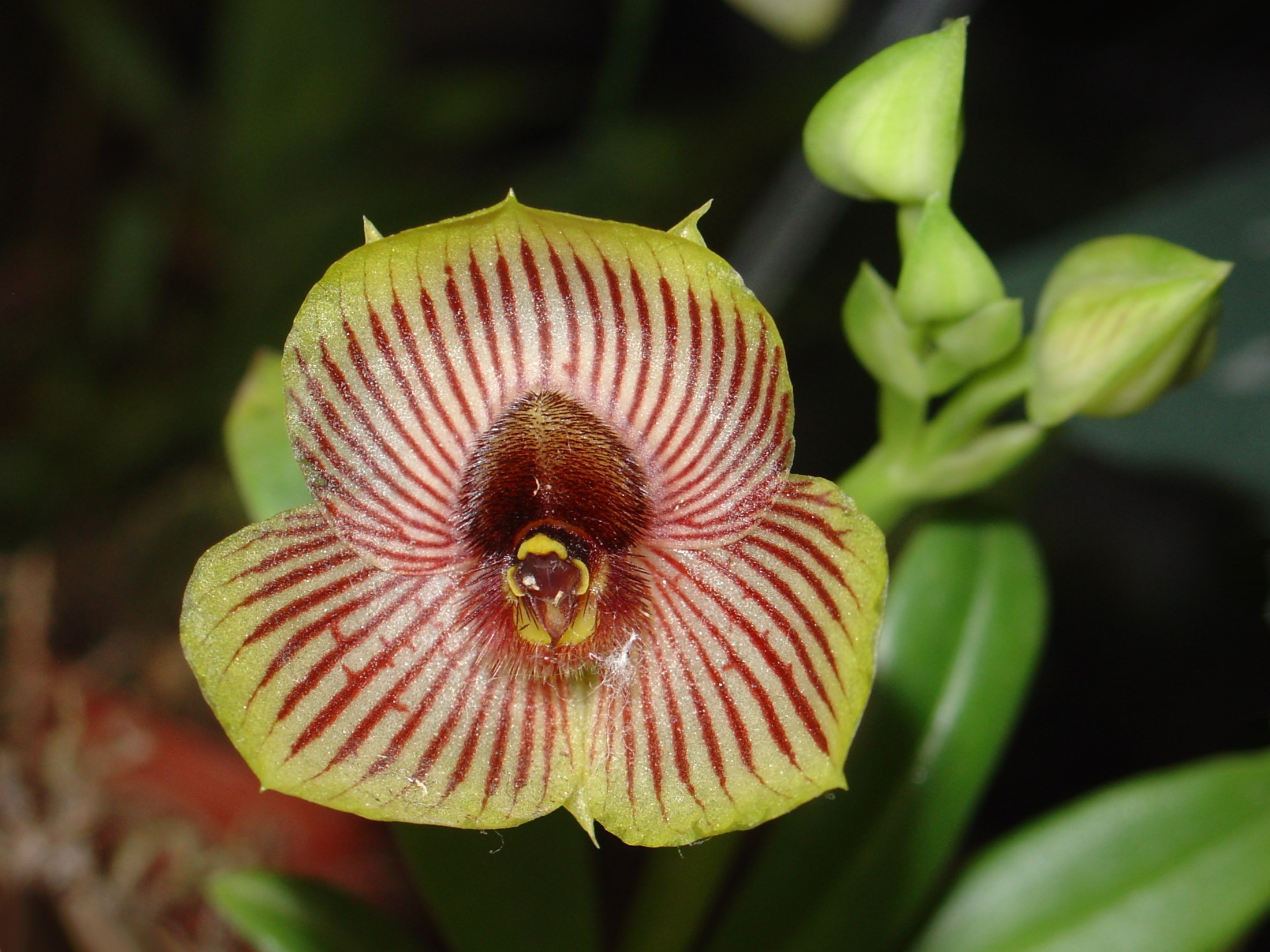

## Dottertaxa tillTelipogon, i alfabetisk ordning[1]
- Telipogon acicularis
- Telipogon albertii
- Telipogon alegriae
- Telipogon alexii
- Telipogon alticola
- Telipogon alvarezii
- Telipogon ampliflorus
- Telipogon anacristinae
- Telipogon andicola
- Telipogon andreetae
- Telipogon antioquianus
- Telipogon antisuyuensis
- Telipogon antonietae
- Telipogon ardeltianus
- Telipogon ariasii
- Telipogon astroglossus
- Telipogon asuayanus
- Telipogon atropurpurea
- Telipogon aureus
- Telipogon auriculatus
- Telipogon auritus
- Telipogon australis
- Telipogon austroperuvianus
- Telipogon ballesteroi
- Telipogon barbozae
- Telipogon benedicti
- Telipogon bennettii
- Telipogon bergoldii
- Telipogon berthae
- Telipogon biolleyi
- Telipogon boissierianus
- Telipogon boliviensis
- Telipogon bombiformis
- Telipogon bowmanii
- Telipogon boylei
- Telipogon bullpenensis
- Telipogon butcheri
- Telipogon butchii
- Telipogon calueri
- Telipogon campbelliorum
- Telipogon campoverdei
- Telipogon caroliae
- Telipogon casadevalliae
- Telipogon cascajalensis
- Telipogon caucanus
- Telipogon caulescens
- Telipogon chiriquensis
- Telipogon christobalensis
- Telipogon chrysocrates
- Telipogon collantesii
- Telipogon costaricensis
- Telipogon cuyujensis
- Telipogon dalstromii
- Telipogon davidsonii
- Telipogon dendriticus
- Telipogon distantiflorus
- Telipogon dodsonii
- Telipogon dubius
- Telipogon eberhardtii
- Telipogon ecuadorensis
- Telipogon elcimeyae
- Telipogon embreei
- Telipogon erratus
- Telipogon esperanzae
- Telipogon farfanii
- Telipogon fortunae
- Telipogon fractus
- Telipogon fritillum
- Telipogon frymirei
- Telipogon genegeorgei
- Telipogon glicensteinii
- Telipogon gnomus
- Telipogon gracilipes
- Telipogon gracilis
- Telipogon griesbeckii
- Telipogon guacamayensis
- Telipogon guila
- Telipogon gymnostele
- Telipogon hagsateri
- Telipogon hartwegii
- Telipogon hastatus
- Telipogon hauschildianus
- Telipogon hausmannianus
- Telipogon helleri
- Telipogon hemimelas
- Telipogon hercules
- Telipogon hirtzii
- Telipogon hoppii
- Telipogon hutchisonii
- Telipogon hystrix
- Telipogon ibischii
- Telipogon immaculatus
- Telipogon intis
- Telipogon ionopogon
- Telipogon isabelae
- Telipogon jimburensis
- Telipogon jostii
- Telipogon jucusbambae
- Telipogon kalbreyerianus
- Telipogon karsteae
- Telipogon klotzscheanus
- Telipogon lagunae
- Telipogon lankesteri
- Telipogon latifolius
- Telipogon lehmannii
- Telipogon leila-alexandrae
- Telipogon loxensis
- Telipogon lueri
- Telipogon machupicchuensis
- Telipogon macroglottis
- Telipogon maduroi
- Telipogon maldonadoensis
- Telipogon marleneae
- Telipogon medusae
- Telipogon mendiolae
- Telipogon mesotropicalis
- Telipogon microglossus
- Telipogon minutiflorus
- Telipogon monteverdensis
- Telipogon monticola
- Telipogon morganiae
- Telipogon morii
- Telipogon musaicus
- Telipogon nervosus
- Telipogon nigropurpureus
- Telipogon nirii
- Telipogon nitens
- Telipogon nobilis
- Telipogon nunezii
- Telipogon obovatus
- Telipogon ochraceus
- Telipogon octavioi
- Telipogon olmosii
- Telipogon ortizii
- Telipogon ospinae
- Telipogon pachensis
- Telipogon pampatamboensis
- Telipogon pamplonensis
- Telipogon panamensis
- Telipogon papilio
- Telipogon parvulus
- Telipogon pastoanus
- Telipogon patinii
- Telipogon paucartambensis
- Telipogon penningtonii
- Telipogon perlobatus
- Telipogon personatus
- Telipogon peruvianus
- Telipogon pfavii
- Telipogon phalaena
- Telipogon phalaenopsis
- Telipogon piyacnuensis
- Telipogon pogonostalix
- Telipogon polymerus
- Telipogon polyneuros
- Telipogon polyrrhizus
- Telipogon portillae
- Telipogon portilloi
- Telipogon pseudobulbosus
- Telipogon pulcher
- Telipogon puruantensis
- Telipogon putumayensis
- Telipogon radiatus
- Telipogon retanarum
- Telipogon reticulatus
- Telipogon reventadorensis
- Telipogon rhombipetalus
- Telipogon roberti
- Telipogon roseus
- Telipogon salinasiae
- Telipogon sanchezii
- Telipogon santiagocastroviejoi
- Telipogon saraguroensis
- Telipogon sayakoae
- Telipogon schmidtchenii
- Telipogon seibertii
- Telipogon selbyanus
- Telipogon semipictus
- Telipogon setosus
- Telipogon smaragdinus
- Telipogon standleyi
- Telipogon steinii
- Telipogon stinae
- Telipogon storkii
- Telipogon suarezii
- Telipogon suffusus
- Telipogon tabanensis
- Telipogon tamboensis
- Telipogon tayacajaensis
- Telipogon tesselatus
- Telipogon thomasii
- Telipogon tsipiriensis
- Telipogon tungurahuae
- Telipogon tupayachii
- Telipogon urceolatus
- Telipogon valenciae
- Telipogon wallisii
- Telipogon vampyrus
- Telipogon vasquezii
- Telipogon venustus
- Telipogon vieirae
- Telipogon williamsii
- Telipogon vollesii
- Telipogon vulcanicus
- Telipogon zephyrinus